# Памятник Бабру (Иркутск)
Па́мятник Ба́бру — скульптура символа Иркутска и Иркутской области в виде мифического животного бабра. Монумент находится на улице Ленина в районе Иркутской слободы. Установлен в 2012 году.

## Описание
Скульптура расположена в Иркутске в 130-м квартале, в границах улиц Ленина, 3-го Июля и Седова.
Памятник выполнен из бронзы, и размещен на небольшом гранитном постаменте, внизу которого установлена табличка с надписью — «бабр». Животное по внешнему виду напоминает уссурийского тигра. Животное стоит на задних лапах, подняв передние, в зубах держит соболя.

## История

### Символ
Бабр — название уссурийского тигра на якутском языке. Как геральдическая фигура существовал с 1642 года на гербе города Якутска, с переносом воеводческой сибирской столицы этот геральдический символ с 18 февраля 1690 года перекочевал в город Иркутск. Официально утвержден императрицей Екатериной II 26 октября 1790 года.
В настоящее время бабр часто используется как символ принадлежности Иркутску и Иркутской области.

### Идея памятника
Решение установить скульптуру «Бабр» Городская дума Иркутска приняла ещё в феврале 2011 года по случаю 350-летию города.
Мы вынашивали идею сделать скульптуру бабра уже семь лет. Эскизов наделали немереное количество, причем пробовали лепить как со старого герба (хвост у бабра вниз), так и по-новому (хвост вверх). И ничего не устраивало, а потом вдруг я четко осознала, каким именно он должен быть. Поэтому мы были готовы к муниципальному конкурсу на разработку макета памятника, который был объявлен в 2011 году.Наталья Бакут, архитектор

Скульптура должна была быть создана под авторством известного скульптора Даши Намдакова, но его проект не понравился региональным властям. Всего рассматривалось 5 проектов памятника. Иркутская городская дума одобрила тот, что больше всего соответствует геральдическому виду.
На последнем художественном совете автора, например, попросили добавить декоративности, до этого он был абсолютно гладким. А архитектора Ольгу Смирнову «еще раз проанализировать окружающее пространство». От высокого постамента, планируемого изначально, авторы отказались. Бабра установят на пьедестал высотой 60 сантиметров.Пресс-служба администрации города Иркутска
Авторами фигуры животного стали скульптор Наталья Бакут и архитектор Ольга Смирнова.

### Создание монумента
Фигуру бабра выполнили из гипса в натуральную величину для создания формы для отливки. Сама скульптура изготовлена в Улан-Удэ, позднее доставлена в Иркутск для установки. Всего на работу затрачено 3 месяца.
Насчёт места будущего расположения возникло немало споров. Изначально рассматривалась территория на выезде с Глазковского моста в сторону центра Иркутска, однако, из-за дороговизны установки, памятник был установлен на территории Иркутской слободы.
Фигура установлена 4 октября 2012 года и открыта к празднованию 75-летия Иркутской области. Рядом расположен информационный стенд с информацией о том, что скульптура находится рядом с местом захоронения первого губернатора Иркутской губернии Карла Львовича фон Фрауендорфа, при котором герб с бабром и был утвержден. Общая стоимость памятника обошлась городскому бюджету в 8 миллионов рублей.

## События
В 2017 году рядом с памятником Бабру устроили митинг жители деревни Новогрудинина. Их протест был адресован ректору Иркутского государственного медицинского университета, и выражался в призыве отказаться от неиспользуемой земли, на которой под угрозой сноса оказались их жилища.